# Canton du Havre-5
Le canton du Havre-5 est une circonscription électorale française du département de la Seine-Maritime créée en 1888. Sa délimitation a été modifiée par le décret du 27 février 2014. Elle tient lieu de circonscription d'élection des conseillers départementaux et entre en vigueur lors des premières élections départementales suivant la publication du décret.

## Histoire
Un nouveau découpage territorial de la Seine-Maritime entre en vigueur à l'occasion des premières élections départementales suivant le décret du 27 février 2014. Les conseillers départementaux sont, à compter de ces élections, élus au scrutin majoritaire binominal mixte. Les électeurs de chaque canton élisent au Conseil départemental, nouvelle appellation du Conseil général, deux membres de sexe différent, qui se présentent en binôme de candidats. Les conseillers départementaux sont élus pour 6 ans au scrutin binominal majoritaire à deux tours, l'accès au second tour nécessitant 12,5 % des inscrits au 1er tour. En outre la totalité des conseillers départementaux est renouvelée. Ce nouveau mode de scrutin nécessite un redécoupage des cantons dont le nombre est divisé par deux avec arrondi à l'unité impaire supérieure si ce nombre n'est pas entier impair, assorti de conditions de seuils minimaux. Dans la Seine-Maritime, le nombre de cantons passe ainsi de 69 à 35.

## Représentation

### Représentation avant 2015
| Période                                  | Période          | Identité           | Étiquette       | Qualité                                                                                                 |
| ---------------------------------------- | ---------------- | ------------------ | --------------- | --- |
| 1888                                     | 1890             |                    |                 | |
| 1890                                     | 1919             | Henry Génestal     | Républicain     | Négociant Maire du Havre (1908-1914)                                                                    |
| 1919                                     | 1940             | René Coty          | Union Nationale | Avocat Député (1923-1936) Sénateur (1936-1944) Sous-secrétaire d'Etat (1930)                            |
|                                          |                  |                    |                 | |
| 1945                                     | 1951             | Louis Siefridt     | MRP             | Directeur d’une caisse mutualiste Maire de Sanvic (1945-1956) Député (1945-1955)                        |
| 1951                                     | 1976             | Robert Lenoble     | RI              | Adjoint au maire du Havre                                                                               |
| 1976                                     | 1982             | Daniel Colliard    | PCF             | Cimentier-boiseur, employé du Ministère de la Reconstruction au Havre Premier Adjoint au Maire du Havre |
| 1982                                     | 2008             | Jean-Yves Besselat | RPR             | Cadre Député (1995-2012) Conseiller municipal du Havre de 1995 à 2001                                   |
| 2008                                     | 2012 (démission) | Édouard Philippe   | UMP             | Avocat Maire du Havre (2010-2017) Ancien député suppléant Député (2012-2017)                            |
| 2012                                     | 2015             | Anita Gilletta     | UMP             | Assistante de direction, Le Havre                                                                       |
| Les données manquantes sont à compléter. |                  |                    |                 | |

### Conseillers départementaux depuis 2015
| Période élective | Période élective | Mandat | Mandat   | Identité             | Nuance | Nuance | Qualité |
| ---------------- | ---------------- | ------ | -------- | -------------------- | ------ | ------ | --- |
| 2015             | 2021             | 2015   | 2021     | Agnès Firmin-Le Bodo |        | DVD    | Pharmacien Ancienne adjointe au maire du Havre, conseillère municipale depuis 2020 Ancienne conseillère générale du Canton du Havre-4 (2011-2015) Députée Les Constructifs depuis 2017 |
| 2015             | 2021             | 2015   | 2021     | Patrick Teissère     |        | DVD    | Adjoint au maire du Havre |
| 2021             | 2028             | 2021   | en cours | Agnes Firmin Le Bodo |        | HOR    | Conseillère sortante |
| 2021             | 2028             | 2021   | en cours | Patrick Teissère     |        | DVD    | Conseiller sortant, 12e vice-président chargé de la Culture, la Lecture publique, le Patrimoine et la Coopération                                                                      |

### Résultats détaillés

#### Élections de mars 2015
À l'issue du 1er tour des élections départementales de 2015, deux binômes sont en ballottage : Agnès Firmin-Le Bodo et Patrick Teissère (Union de la Droite, 41,12 %) et Henriette Fernez et Antoine Siffert (PRG, 21,27 %). Le taux de participation est de 42,39 % (9 175 votants sur 21 646 inscrits) contre 49,48 % au niveau départemental et 50,17 % au niveau national.
Au second tour, Agnès Firmin-Le Bodo et Patrick Teissère (Union de la Droite) sont élus avec 59,25 % des suffrages exprimés et un taux de participation de 39,57 % (4 499 voix pour 8 565 votants et 21 646 inscrits).
Patrick Teissère et Agnès Firmin-Le Bodo ont quitté Les Républicains. Ils appartiennent au parti Agir et Firmin-Le Bodo au groupe parlementaire Agir ensemble, situé dans la majorité présidentielle. 

#### Élections de juin 2021
Le premier tour des élections départementales de 2021 est marqué par un très faible taux de participation (33,26 % au niveau national). Dans le canton du Havre-5, ce taux de participation est de 29,83 % (5 927 votants sur 19 871 inscrits) contre 32,19 % au niveau départemental. À l'issue de ce premier tour, deux binômes sont en ballottage : Agnes Firmin Le Bodo et Patrick Teissere (Union au centre et à droite, 52,9 %) et Gérald Hervieu et Valérie Levesques (Union à gauche avec des écologistes, 33,07 %).
Le second tour des élections est marqué une nouvelle fois par une abstention massive équivalente au premier tour. Les taux de participation sont de 34,36 % au niveau national, 32,06 % dans le département et 30,8 % dans le canton du Havre-5. Agnes Firmin Le Bodo et Patrick Teissere (Union au centre et à droite) sont élus avec 62,46 % des suffrages exprimés (3 489 voix pour 6 121 votants et 19 873 inscrits),,. 

## Composition
Le nouveau canton du Havre-5 comprend une fraction de la commune du Havre :
| Nom                              | Code Insee | Intercommunalité            | Superficie (km2) | Population (dernière pop. légale)                 | Densité (hab./km2) | Modifier                                    |
| -------------------------------- | ---------- | --------------------------- | ---------------- | ------------------------------------------------- | ------------------ | ------------------------------------------- |
| Le Havre (bureau centralisateur) | 76351      | CU Le Havre Seine Métropole | 46,95            | Fraction : 31 249 (2022) Commune : 166 462 (2022) | 3 546              | modifier les données · modifier les données |
| Canton du Havre-5                | 7618       |                             |                  | 31 249 (2022)                                     |                    | modifier les données                        |

La partie de la commune du Havre intégrée dans le canton est celle située à l'intérieur du périmètre définie par l'axe des voies et limites suivantes : rue des Martyrs, rue Florimond-Laurent, rue de Saint-Quentin, rue Coypel, rue Bernard-Palissy, rue de Châteaudun, rue de Saint-Quentin, rue de Belfort, rue de l'Artois, rue Daguerre, rue Paul-Louis-Courier, rue Charles-Floquet, rue Edmond-Meyer, rue Darwin, rue de Douaumont, rue Pierre-Curie, rue Edmond-Meyer, rue Louis-Blanc, rue Jenner, rue des Acacias, rue du Général-Rouelle, rue Pasteur, rue de Tourneville, tunnel Jenner, cours de la République, rue Jules-Lecesne, place de l'Hôtel-de-Ville, avenue René-Coty, rue d'Ingouville, rue Gustave-Flaubert, rue Jacques-Louer, rue Pierre-Faure, rue d'Eprémesnil, place des Gobelins, rue des Gobelins, rue Mogador, rue Jean-Charcot, rue Belain-d'Esnambuc, passage Duflo, ligne droite dans le prolongement de la rue d'Albion jusqu'à la rue Clément-Marical, rue Clément-Marical, rue de la Cavée-Verte, rue Roger-Salengro, rue Gaston-Doumergue, rue Alexandre, rue Irène-Joliot-Curie.

## Démographie

### Démographie avant 2015
| 1962 | 1968 | 1975 | 1982 | 1990   | 1999   | 2006   | 2011   | 2012   |
| ---- | ---- | ---- | ---- | ------ | ------ | ------ | ------ | ------ |
| -    | -    | -    | -    | 28 396 | 28 712 | 28 094 | 26 390 | 26 729 |

### Démographie depuis 2015
En 2022, le canton comptait 31 249 habitants, en évolution de −3,24 % par rapport à 2016 (Seine-Maritime : +0,35 %, France hors Mayotte : +2,11 %).
| 2013   | 2018   | 2022   |
| ------ | ------ | ------ |
| 32 805 | 32 399 | 31 249 |